# Tarján Ödön
Tarján Ödön, 1900-ig Weisz (Mucsény, 1882. október 12. – Budapest, 1946. július 27.) mérnök, gyártulajdonos, csehszlovákiai magyar politikus, a Prágai Magyar Hírlap támogatója.

## Életrajza
Édesapja Weisz Lajos, édesanyja Wilhelm Ilona volt, a család a losonci zsidó hitközségnez tartozott. Tarján Ödön 1900-ban magyarosította családi nevét. Tarjánék Losoncon az egykori Gácsi utcában, majd az államfordulat után Masaryk utca 30. szám alatt laktak.
Tarján Ödönnek, a zsidó származású magyarnak, a felvidék Csehszlovákiához kerülése előtt virágzó, majd 1918 után a túlélésért küzdő ipari vállalkozása volt. Kutatómérnöki munkája eredményeképpen több újítása is szabadalmi védettséget kapott. Az első világháború végén mint a losonci mézőgazdasági gépgyár igazgatóját a II. osztályú polgári hadi érdemkereszttel tüntették ki. Mint pártalapító (Szlovenszkói Magyar Jogpárt) és a Prágai Magyar Hírlap anyagi hátterét megszervező ellenzéki politikus (a Magyar Nemzeti Párt egyik vezetője), aki a budapesti kormánykörökkel jó viszonyt tartott fenn és a cseh, illetve a szlovák gazdasági és pénzügyi körökkel is szoros kapcsolatban volt, a szlovákiai magyar politika élvonalába tartozott.
1933-ban egy korábban Losoncon elbocsájtott alkalmazottja bosszúból rálőtt, de Tarján csak könnyebb sérülést szenvedett.
1934-ben Magyarországra költözött, feltehetőleg elkerülendő egy államellenes összeesküvés vádját. A budapesti kormány nem engedhette meg magának, hogy a felvidéki magyar politika egyik legfontosabb személyiségét perbe fogják és börtönbüntetésre ítéljék, ezért támogatták budapesti egzisztenciájának kialakítását. Ennek ellenértékeként Tarján 1934-1936 között számos revizionista, csehszlovákellenes cikket írt. A csehszlovák gazdaságpolitikát és a magyarság társadalmi, gazdasági helyzetét külön kötetekben elemezte, amelyekből volt amelyik négy idegen nyelven is megjelent. A magyar kormány régi megbízható embereként, Közép‑Európa gazdaságának, a csehszlovák és szlovák társadalom szakértőjének számított.
Visszahonosítási kérelmét 1937. január 19‑én nyújtotta be a magyar királyi belügyminisztériumba, amelyet a miniszterelnökség is támogatott. Teleki Pálhoz „baráti szálak” fűzték, gyakori vendég volt annak Gellért‑hegyi villájában.
Túlélve a holokausztot, 1945 után Budapesten a szabadkőművesség újjáélesztésén dolgozott 1946-ban bekövetkezett tragikus haláláig. (Egy liftaknába esve koponyaalapi törést szenvedve hunyt el.) A budapesti Kerepesi temetőben helyezték örök nyugalomra, de a temető átrendezése miatt a sírköve már nincs meg.
Első felesége Keszler Irén volt, akinek révén a nagy múltú Heksch családdal került rokonságba. Ebből a házasságából született Ervin László fia és Magdolna Ilona nevű lánya. Második felesége Rogrün Mária Terézia Anna volt, akivel 1937. december 11-én kötött házasságot Budapesten.

## Szabadkőműves pályafutása
1913-ban vették fel a budapesti Comenius páholyba. Még abban az évben kilépett, hogy részt vehessen a losonci Phönix páholy újjáalakításában. 1945-ben az újjáalakult Magyarországi Szimbolikus Nagypáholy szervezésében és programjának kidolgozásában jelentős szerepe volt.  Rá bízták a Libertás páholy megalapítását, melynek főmestere lett. 1946 márciusában, a nagypáholy első nagygyűlésén választották meg második helyettes nagymesternek. (A nagymesteri posztot ideiglenesen nem töltötték be.) Tragikus halála után Halász Ernő szabadkőműves testvére versben emlékezett meg róla. Emlékére  a gyászbeszédet Hegedűs Nándor, a nagypáholy szónoka tartotta.

## Művei
- A magyar kisebbség osztályrésze a csehszlovák demokráciából. H. Mercy Ny., Prága, 1930
- Der Anteil der ungarischen Minderheit an der tschechoslowakischen Demokratie. Druck Mercy, Prag, 1930
- Der Weg der Tschechoslowakei und die ungarische Minderheit. Egyetemi Ny., Budapest, 1934
- The Ways of Czechoslovakia and its Magyar Minority. Egyetemi Ny., Budapest, 1934
- Die Tschechoslowakei Anfang Mai 1934. Sárkány Ny., Budapest, 1934
- Il camino della Cecoslovacchia e la minoranza ungherese. Ist. Editoriale Cisalpino, Varese, 1935
- Ou va la Tchécoslovaquie ? La question de la minorité hongroise. Impr. Boisseau, Toulouse, 1935
- Die Tschechoslowakei Ende 1935. Situationsbericht. Sárkány Ny., Budapest, 1936
- Tarján Ödön–Fall Endre: Magyarok, szlovákok és ruthének a Dunavölgyében. Hornyánszky Viktor Rt. M. Kir. Udv. Könyvnyomda, Budapest, 1938
- Tarján, Ödön–Fall, André: Hungarians, Slovaks and Rhutenians in the Danube‑Valley. V. Hornyánszky Co. Ltd. printer to the Royal Court, Budapest, 1938
- Tarján, Edmond–Fall, André: Hongrois, Slovaques et Ruthènes dans la vallée Danubienne. Imprimerie de la Cour Roy. Hong. S. A. V. Hornyánszky, Budapest, 1938
- Tarján, Ödön–Fall, Andreas: Ungarn, Slowaken und Ruthenen im Donaubecken. V. Hornyánszky Kön. Ung. Hofbuchdruckerei AG., Budapest, 1938